# Malo Ribare
Ribar i Vogël en albanais et Malo Ribare en serbe latin (en serbe cyrillique : Мало Рибаре) est une localité du Kosovo située dans la commune/municipalité de Lipjan/Lipljan, district de Pristina (Kosovo) ou district de Kosovo (Serbie). Selon le recensement kosovar de 2011, elle compte 542 habitants, tous albanais.

## Démographie

### Évolution historique de la population dans la localité
| 1948 | 1953 | 1961 | 1971 | 1981 | 1991 | 2011 |
| ---- | ---- | ---- | ---- | ---- | ---- | ---- |
| 246  | 274  | 340  | 473  | 519  | 695  | 542  |

|  |